# La fine della notte
La fine della notte es una película de drama criminal italiana de 1989, escrita y dirigida por Davide Ferrario, en su debut como director.  Compitió en la sección principal del Festival Internacional de Cine de San Sebastián de 1989.  Está basada libremente en un caso real ocurrido en Véneto en 1986.

## Reparto
- Claudio Bigagli : Claudio
- Dario Parisini : Vincenzo
- Alessandro Baldinotti : Beppe
- Albino Bignamini : Giovanni
- John Sayles :  Wayne
- Mario Valdemarin : Meroni
- Rosanna D'Andrea : Lucia
- Massimo Mazzucco  : Psychologist
- Adriano Micantoni
- Giovanni Lindo Ferretti